# Ciclone (torpediniera)
La Ciclone è stata una torpediniera di scorta della Regia Marina.

## Storia
Moderna unità capoclasse della classe omonima, concepita appositamente per scortare i convogli lungo le pericolose rotte nordafricane, la torpediniera entrò in servizio nella primavera del 1942 e fu impiegata per servizi di scorta sulle rotte tra Italia, Libia e Tunisia.
Alle 14.50 dell'8 ottobre 1942 la Ciclone e la torpediniera Castore salparono da Tobruch per scortare al Pireo e quindi a Taranto la nave cisterna Proserpina. In navigazione ad ovest di Creta, le navi furono infruttuosamente attaccate per due volte dal sommergibile HMS Traveller: la prima, alle 15.20 del 9, l'unità britannica lanciò tre siluri senza risultato contro la Proserpina, in posizione 35°45' N e 23°13' E; la seconda, nella stessa posizione ma alle nove di sera del 9, il Traveller cercò infruttuosamente di silurare Castore e Ciclone. Il convoglio giunse al Pireo alle 6.30 del 10 ed a Taranto alle 21.35 del 12.
Nella notte tra il 25 ed il 26 ottobre il convoglio – nave cisterna Proserpina (con a bordo 4553 t di carburante) e piroscafi Tergestea (con a bordo 1000 tonnellate di combustibile e 1000 di munizioni) e Dora – che la Ciclone stava scortando, insieme alle torpediniere Lira e Partenope ed alla più anziana Calatafimi, da Taranto a Tobruk, venne attaccato da bombardieri britannici senza riportare danni. Tra le 12.10 e le 12.30 del 26 ottobre il convoglio fu sottoposto ad un secondo bombardamento da parte di 18 Vickers Wellington del 98th Bombardment Group, dal quale uscì nuovamente indenne. Alle 15.25, mentre la Proserpina era ferma per un'avaria ed assistita dalla Calatafimi, il convoglio – protetto anche da una scorta aerea composta da due bombardieri Junkers Ju 88, due caccia Macchi M.C.202 ed un caccia Messerschmitt Me 109 –, che aveva proseguito, venne attaccato da 8 aerosiluranti Bristol Beaufort del 47° Squadron e cinque bombardieri Bristol Blenheim del 15° Squadron della South African Air Force, scortati da 9 caccia Bristol Beaufighter degli Squadrons 252 e 272. La reazione della scorta abbatté due aerei e ne danneggiò altri due, dopo di che gli altri si ritirarono, essendo assente la Proserpina, il loro obiettivo. Dopo altri violenti attacchi aerei (durante i quali vennero distrutti tre aerei inglesi e danneggiati altri due, mentre anche uno Ju 88 riportò danni) la Proserpina alle 14.30 fu colpita ed affondò in fiamme a 30 miglia per 320° da Tobruk (la Lira e la Calatafimi salvarono 62 dei 77 uomini a bordo della petroliera). Nemmeno il resto del convoglio poté giungere indenne a destinazione: verso le sei di sera le navi vennero attaccate da tre Wellington del 38th Squadron ed il Tergestea fu centrato da un siluro ed affondò nel punto 32°02' N e 24°04' E dopo una colossale esplosione, trascinando con sé l'intero equipaggio di 80 uomini. Uno dei tre Wellington venne abbattuto, ma solo il Dora poté infine arrivare in porto.
Il 26 novembre 1942 la Ciclone, al comando del capitano di corvetta Luigi Di Paola, insieme alle torpediniere Ardente e Procione, scortò a Tunisi i piroscafi Sant'Antioco ed Honestas e la motozattera tedesca 477 (quest'ultima aggregatasi al convoglio dopo essere partita da Trapani), proteggendoli dai continui e pesanti attacchi aerei angloamericani avvenuti durante la notte tra il 26 ed il 27 novembre: i trasporti non riportarono danni.
Il 3 gennaio 1943 si trovava a Palermo quando il porto fu oggetto di un attacco di cinque «chariot», siluri a lenta corsa britannici, che danneggiarono gravemente la motonave mista Viminale ed affondarono l'incrociatore leggero Ulpio Traiano, che si trovava in allestimento; una carica esplosiva fu collocata anche sotto lo scafo della Ciclone, ma fu rimossa dal Comandante, che la portò un centinaio di metri lontana, prima che esplodesse, una quindicina di minuti dopo la rimozione.
Il 7 marzo 1943 la Ciclone, salpata da Biserta, dove aveva parzialmente risolto alcuni problemi di avaria – ancora al comando del capitano di corvetta Di Paola – era diretta al cantiere navale di Trieste per lavori di manutenzione. In itinere, ricevette però l'ordine (fonogramma del Ministero) di unirsi, mettendosi in testa, ad un convoglio facente rotta ancora verso Biserta. Erano le 11:55 del 7 marzo 1943 quando due navi del convoglio, una dopo l'altra, saltarono in aria a causa di mine recentemente posate dal nemico. Purtroppo il carburante incendiato che lentamente si spandeva in mare, circondava i poveri naufraghi di quelle navi colpite, non lasciando loro purtroppo alcuno scampo e rendendo nel contempo impossibile qualsiasi aiuto da parte delle altre navi le quali non potevano neanche avvicinarsi, a causa del fuoco. A rendere ancora più disastrosa la situazione, prima che il Ciclone fosse anch'esso colpito dalle mine, erano sopraggiunte diverse formazioni aeree di quadrimotori americani che sganciarono il loro carico di bombe facendo saltare in aria una nave carica di truppe, anche tedesche, tra cui Bersaglieri e soldati del Battaglione San Marco. Ma per soccorrere i naufraghi  della nave colpita, il Ciclone urtò, in successione, due mine recentemente posate dal posamine britannico Abdiel: definitivamente fuori uso, la torpediniera affondò diverse ore dopo, ormai era l'8 marzo, nel Canale di Sicilia, al largo di Capo Bon. Vi furono 14 vittime. Il comandante Di Paola, che non voleva assolutamente abbandonare la "sua" nave, inclinatasi pericolosamente dopo l'impatto con la seconda mina, fu gettato in mare di peso dai pochi uomini ancora a bordo con lui: erano infatti rimasti in sette, comandante incluso. La prima mina fece saltare circa diciassette metri di poppa. La successiva, esplose al centro, danneggiando irrimediabilmente la nave. I naufraghi della torpediniera Ciclone, dopo molte ore di permanenza in mare, furono tratti in salvo da alcune motosiluranti italiane e condotti a Biserta, dove rimasero tre giorni prima di essere trasferiti a Tunisi e infine, dopo altri sette giorni, riportati, in aereo, a Palermo; l'indomani a Messina e poi a Taranto.
Comandanti
Capitano di corvetta Luigi Di Paola (nato a Torre Annunziata il 6 marzo 1909) (maggio 1942 - 8 marzo 1943)